# Ле Шателье, Луи
Луи Ле Шателье (фр. Louis Le Chatelier; 20 февраля 1815,  — 10 ноября 1873, Мирибель-лез-Эшель) — французский инженер и химик. Горный инженер, принимавший участие в строительстве французских железных дорог. Разработал метод получения алюминия из боксита в 1855 году. Его имя входит в список 72 имён на Эйфелевой башне.

## Семья
У Ле Шателье и его жены Луизы Мадлен Элизабет Дюран (1827–1902) было семеро детей. Один из них  известный физик и химик Анри Луи Ле Шателье, а второй, Альфред Ле Шателье (1855–1929), французский солдат и керамист. 